# Брокіт
Брокіт — рідкісноземельний фосфатний мінерал з формулою (Ca,Th,Ce)PO4·H2O. Він кристалізується в гексагональній системі в хіральній просторовій групі 180 або її енантіоморфі 181. Як правило, зернистий або масивний, рідко зустрічаються короткі кристали. Радіоактивний через вміст торію.

## Відкриття і прояви
Брокіт був вперше описаний у 1962 році в районі Bassick Mine, Керіда, Мокрі гори, округ Кастер, Колорадо, США. Його назвали на честь Моріса Р. Брока з Геологічної служби США.
Брокіт зустрічається в граніті та гранітному пегматиті як допоміжний мінерал. Супутні мінерали включають монацит, бастнезит, ксенотим, торит, циркон, апатит, рутил і гематит.